# Пајонир (Луизијана)
Пајонир (енгл. Pioneer) град је у америчкој савезној држави Луизијана.

## Демографија
По попису из 2010. године број становника је 156, што је 15 (-8,8%) становника мање него 2000. године.
| Група             | 2000.      | 2010.      |
| Белци             | 81 (47,4%) | 89 (57,1%) |
| Афроамериканци    | 90 (52,6%) | 64 (41,0%) |
| Азијати           | 0 (0,0%)   | 0 (0,0%)   |
| Хиспаноамериканци | 0 (0,0%)   | 1 (0,6%)   |
| Укупно            | 171        | 156        |